# Titlu provizoriu
Un titlu provizoriu este un nume preliminar pentru un produs sau proiect. Utilizarea acestuia este deosebit de comună în domeniul filmului și televiziunii, al jocurilor video, muzicii și publicisticii.

## Scop
Titlurile provizorii sunt utilizate în principal deoarece un titlu oficial nu a fost încă stabilit sau pentru a ascunde intenționat natura reală a unui proiect.

### Utilizarea ca titluri de producție
Titlurile provizorii au, în principal, un scop practic, pentru a preveni confuziile, deoarece ideile pentru titlurile finale se pot schimba din diverse motive.
De exemplu, filmele James Bond sunt adesea produse sub titluri numerice, cum ar fi Bond 22, până când titlul oficial este anunțat ca parte a strategiei de marketing. De asemenea, titlurile de lansare pot suferi modificări semnificative datorită schimbărilor scenariului în timpul producției, cum s-a întâmplat cu filmul Disney The Emperor's New Groove (Împăratul vrăjit), al cărui titlu provizoriu a fost Kingdom of the Sun. În unele cazuri, un titlu provizoriu poate deveni titlul final, cum s-a întâmplat cu Snakes on a Plane (Avionul cu șerpi). Actorul principal, Samuel L. Jackson, a insistat să se păstreze acest titlu, după ce a aflat că urma să fie schimbat în Pacific Air Flight 121.

### Utilizarea ca titlu fals
Titlurile false de producție sunt utilizate frecvent pentru filme sau seriale de mare profil, pentru a preveni atenția nedorită din partea presei sau a fanilor, pentru a evita majorarea prețurilor de către furnizori și pentru a împiedica furturile accidentale sau intenționate. Exemple notabile de titluri false includ Blue Harvest (Întoarcerea lui Jedi), Red Gun (Casa Dragonului) și filmele cu Batman: Batman - Începuturi, Cavalerul negru și Cavalerul negru: Legenda renaște, care au fost produse sub titlurile The Intimidation Game, Rory's First Kiss și Magnus Rex.